# Witali Alexandrowitsch Djakow
Witali Alexandrowitsch Djakow (russisch Виталий Александрович Дьяков; * 31. Januar 1989 in Krasnodar) ist ein russischer Fußballspieler.

## Karriere

### Verein
Djakow begann seine Profikarriere 2007 bei Lokomotive Moskau. Hier befand er sich zwar bis 2012 unter Vertrag, wurde aber ohne Pflichtspieleinsatz an die Vereine 2006 FK Sotschi-04, FK Gubkin und Lokomotive Moskau 2 ausgeliehen.
Im Februar 2008 wurde er vom ukrainischen Verein FK Dnipro verpflichtet, aber bis zum Sommer 2016 überwiegend an andere Vereine ausgeliehen. Anschließend wechselte er zu Worskla Poltawa und spielte hier eine halbe Spielzeit lang. 2012 wechselte er zu FK Rostow und spielte hier bis 2015, ehe er zu FK Dynamo Moskau wechselte. Dieser Verein behielt ihn bis zum Sommer 2017 im Kader und lieh ihn 2016 an Tom Tomsk aus.
In der Wintertransferperiode 2016/17 wurde Djakow in die türkische Süper Lig von Sivasspor verpflichtet. Ende August 2018 löste er nach gegenseitigem Einvernehmen mit der Vereinsführung seinen Vertrag vorzeitig auf.

### Nationalmannschaft
Djakow absolviert zwei spiele für die russische A2-Nationalmannschaft.